# Terralys
 (mai 2016).
 (mai 2016).
Terralys (anciennement Agro Développement) était une entreprise spécialisée dans le traitement et la valorisation des déchets organiques, filiale et pôle organique de Suez Environnement depuis 1995.
Le 12 mars 2015, la marque commerciale Terralys est abandonnée au profit de la marque unique de son groupe de rattachement : Suez Environnement devenu Suez, en juillet 2015.

## Histoire
La société Agro-développement - Prodar est créée en 1979 par François Millet, ingénieur agronome. Elle entre dans le groupe Suez-Lyonnaise des Eaux en 1995. L'entreprise qui vient de fusionner avec Bergougnan SA compte alors 55 salariés.
En 2003, Lyonnaise Environnement est créée au sein de Lyonnaise des eaux pour développer et porter les projets de traitement des boues urbaines.
Jean-Louis Chaussade, directeur général de Suez Environnement, décide en 2006, la création d'une nouvelle société pour regrouper toutes les expertises dans le domaine de la gestion des déchets organiques. Agro-développement et Lyonnaise Environnement fusionnent sous le nom de Terralys.
Cette société développe des procédés de traitement pour les autres déchets organiques. En 2008, lors de la fusion entre Gaz de France et SUEZ, Terralys devient une filiale de SUEZ environnement. En 2015, Terralys et toutes les autres marques du groupe n'en font plus qu'une : Suez.

## Organisation
Au 31 décembre 2009, le capital est réparti entre Sita France 45 %, Lyonnaise des Eaux 40 %, Degremont 10 % et Suez Environnement 5 %. SUEZ Pôle Organique a un découpage en 5 régions ou agences (Ouest IDF, Nord Est, Sud Est et Sud ouest).
Terralys possédait trois filiales à 100 % Compostière de Savoie, Anna Compost, Terres de l'Ouest et 3 filiales avec un partenariat industriel Vivanat, Corrèze Amendement, GL Organosol.

## Activités
Terralys emploiyait des ingénieurs et techniciens agronomes qui exercent des responsabilités d’expertises techniques et sont chargés des études ou projets de solutions de valorisation pour les collectivités locales et les industriels agroalimentaires et papetières.
Les études de plan d’épandage pour les boues d’épuration sont régies par l'arreté du 8 janvier 1998 établi à la suite de la loi sur l'eau de 1992.
Les études sur les débouchés des boues en sylviculture,… se font en partenariat avec des centres de recherche.
Le texte de base qui encadre l’homologation des déchets organiques est la loi no 79-595 du 13 juillet 1979 du CODE RURAL (articles L255-1 à L255-11).
Les produits à homologués doivent avoir une composition constante définie par l’arrêté du 7 juillet 2005.
Les conditions d’homologation et le contenu des dossiers de demande sont définis par l’arrêté du 21 décembre 1998.
L’homologation est une démarche individuelle que le producteur de déchets ou le responsable de la mise sur le marché engage pour son produit ou l’ensemble de ses produits.
Un déchet organique est un déchet biodégradable et dont la partie organique est utilisée comme fertilisant. Il s'agit par exemple de la fraction fermentescible des ordures ménagères, les boues de stations d'épuration, les biodéchets, déchets organiques issus de l’agriculture.

### Traitement des déchets organiques
Les procédés utilisés pour les usines de compostage sont liés au type de déchets de traités (retournement d’andains, aération forcé en casier ventilé, tunnels etc.)
SUEZ Pôle Organique a construit 70 unités de compostage en France et à l’international qui offrent une capacité de traitement pouvant aller jusqu’à 65 000 m3 de déchets à traiter.
Le Pôle exploite 50 usines pour la fabrication de compost normalisé en France, ainsi qu'un sécheur thermique (Golbey (88)).
La stabilisation et hygiénisation a pour objectif de réduire la fermentescibilité des boues essentiellement mais également des biodéchets. Ces procédés sont utilisés pour le compostage, séchage.
L'épandage met principalement en œuvre des boues d'épuration liquides ou pâteuses. Pour améliorer leurs propriétés physiques et agronomiques, elles peuvent être déshydratées ou chaulées.
La méthanisation à partir de matériaux humides comme les déchets agro alimentaires, agricoles, fumiers souvent appelés biomasse permet de produire de l'énergie (chaleur ou électricité).
Le compostage de fraction fermentescible des ordures ménagères n'en est qu'à ses débuts. Deux méthodes existent pour récupérer la matière organique des ordures ménagères. Le tri généré par la collecte sélective et le tri mecano biologique (MBT). La matière organique récupérée est compostée et les refus sont valorisés par voie énergétique ou partent en centre d'enfouissement.
Le curage de lagunes et le suivi agronomique des parcelles agricoles ayant reçu les boues sédimentées.

### Valorisation
Les déchets organiques transformés deviennent en fonction des normes en vigueur des amendements ou engrais organiques. Ils sont commercialisés sous la marque SCPA Environnement auprès des coopératives agricoles et professionnels du jardin.
Les produits pour le jardin sont fabriqués à partir de déchets organiques dits nobles comme les marcs de raison, pulpes de cacao, guano, fumiers de ferme…
Les amendements organiques à base de matières agronomiques issues du traitement des eaux (MIATES) répondent à la norme NF U 44-095.
La revégétalisation consiste en l'utilisation d'amendements et engrais pour replanter des terrains n'ayant plus de végétation. Au départ, elle était principalement destinée à recréer des talus ou espaces verts sur les grands chantiers comme le TGV ou les autoroutes. Aujourd'hui, elle est sollicitée pour l'aménagement de domaines skiables.
200 000 tonnes de composts et amendements ont été vendues en 2009 pour recréer des paysages ou des espaces verts.

## Chambres et organisations syndicales
Terralys est membre du SYPREA depuis sa création en 1994.
Bruno Gagneur, Directeur Commerce et Production de SUEZ Pôle Organique, préside actuellement la C.A.S., Chambre Syndicale des Améliorants Organiques et Supports de Culture.